# Oskar Dziedzic
Oskar Dziedzic (ur. 1 grudnia 1995 w Lublinie) – polski tancerz tańca towarzyskiego, reprezentujący najwyższą, międzynarodową klasę taneczną „S” w tańcach standardowych i latynoamerykańskich, a także trener.

## Życiorys
Rozpoczął treningi tańca w wieku sześciu lat. Przez cztery lata trenował taniec ludowy w Zespole Pieśni i Tańca „Lublin” im. Wandy Kaniorowej, później rozpoczął treningi tańca towarzyskiego. W wieku 13 lat został zwycięzcą konkursu „Twoje dziecko gwiazdą mediów” zorganizowanego przez „Moje Miasto Lublin”. Do tej pory zdobył jedenastokrotnie tytuł Mistrza Polski w Tańcu Towarzyskim, jest też dwukrotnym Wicemistrzem Świata oraz półfinalistą międzynarodowego turnieju Blackpool Dance Festival. Jego partnerkami tanecznymi były: Adriana Galek, Magdalena Baranowska, Klaudia Iwańska, Wiktoria Omyła i Katarzyna Vu Manh.
Jest jednym z tancerzy programu TVP1 Jaka to melodia?. Wiosną 2018 uczestniczył w ósmej edycji programu rozrywkowego Dancing with the Stars. Taniec z gwiazdami w Polsacie jako trener aktorki Wiktorii Gąsiewskiej.